# LWN.net
LWN.net是Eklektix公司旗下的计算网络杂志，着重于针对Linux和其他类Unix操作系统的自由软件和软件。它由每周刊物、大部分日期发布的单独故事以及附加到每个故事的线索讨论组成。每天发布的大多数新闻都是其他地方发表的文章的简短摘要，对所有阅读者都是免费的。原始文章通常在每周四发布一次，供订阅者使用一周，之后将会免费公开。
LWN比其他Linux/自由软件出版物迎合了更多的技术受众。对Linux内核的内部和Linux内核邮件列表（LKML）讨论的深入报道经常令人赞叹。
“LWN”最初是Linux Weekly News的缩写，但该名称不再使用，因为LWN.net不再仅限于与Linux相关的主题，而且每日和每周都有内容。

## 历史

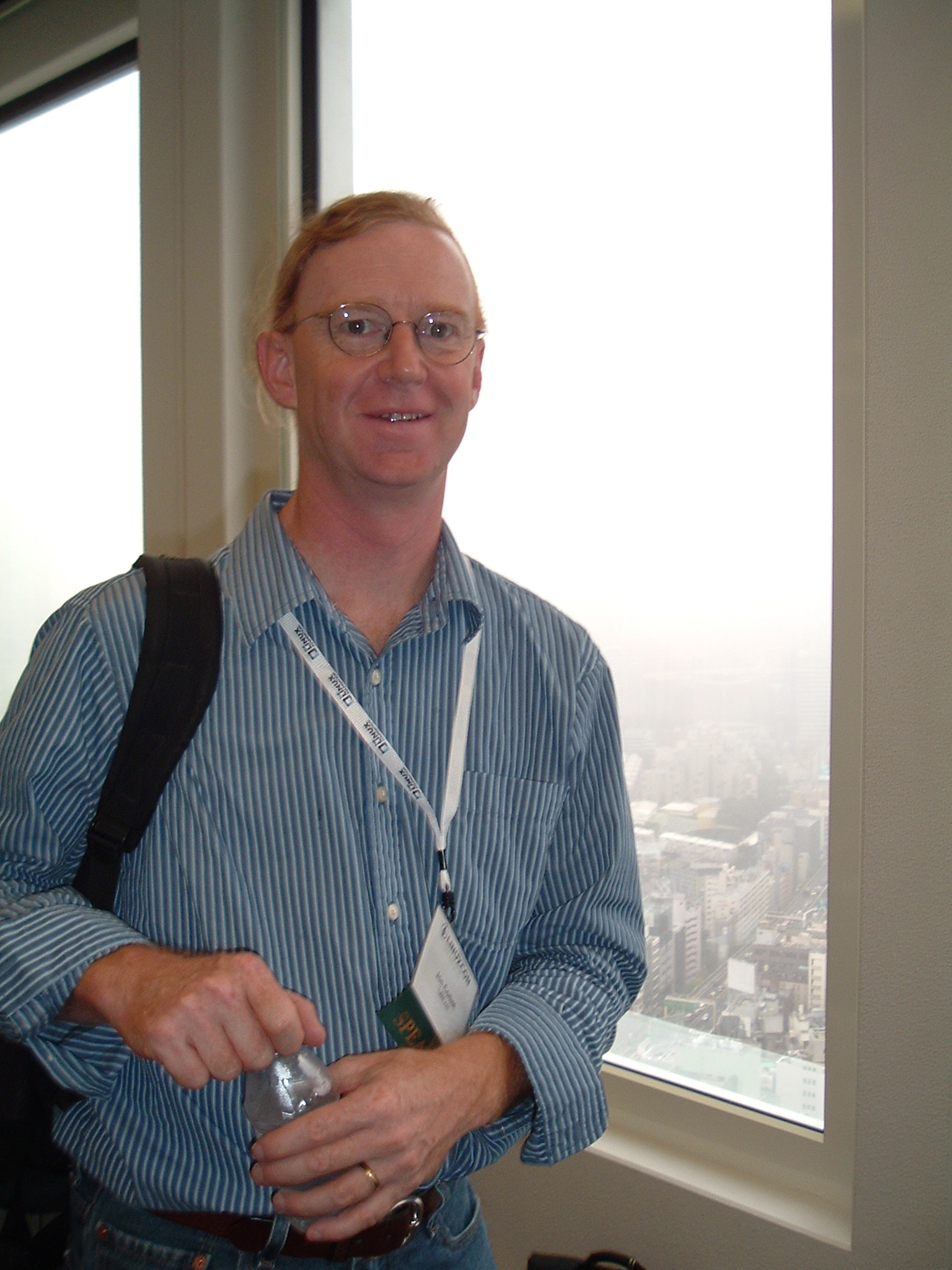
Jonathan Corbet在 LinuxCon 日本(2010年)

LWN.net由Jonathan Corbet和Elizabeth Coolbaugh创立并自1998年1月29日开始出版， LWN最初是一个免费的网站，专门收集Linux新闻、出版的周刊。
在2002年5月底，LWN宣布重新设计网站。允许读者发布关于文章的评论。
2002年7月25日，LWN宣布，由于无法通过捐款募集足够的资金，下一期将会是其最后一次发行。但是，由于读者的支持，LWN的编辑决定继续发布，仍采用订阅模式。 新版LWN的每周版本最初仅供订阅三个级别之一的读者（群组订阅也可用）提供。 经过1周的延迟，每个问题都可以免费提供给无法或不愿意支付的读者。

## 贡献者
LWN.net的工作人员如下：
- Jonathan Corbet：负责管理前台和内核页面的以及整个“执行编辑”功能；
- Jake Edge：负责管理安全页面和其他功能；
- Rebecca Sobol，编辑发行页面和每日更新；
- Nathan Willis，发展页面（dvelopment page）的维护者。

LWN.net还从自由撰稿人处购买了许多文章。